# Tomás Inácio da Silveira
Tomás Inácio da Silveira (Ilha do Faial, 1788 — Rio Grande do Sul, ) foi um educador e jornalista brasileiro.
Filho do tenente-coronel José Inácio da Silveira e de Silvéria Maria do Nascimento, era alfabetizador em Porto Alegre, em 1822, quando foi preso acusado de conspirar contra o regime, mas libertado logo em seguida. Também era professor de francês e inglês.
Junto com Claude Dubreuil, era proprietário de uma tipografia localizada na rua da Praia nº 6 em Porto Alegre. Em 1829 eles fundaram o jornal O Amigo do Homem e da Pátria, que circulava terças e sextas-feiras, ao preço de oitenta réis o número avulso e 4 contos de réis a assinatura semestral.
Foi autor do primeiro livro impresso no Rio Grande do Sul, o Compêndio Aritmético ou taboada curiosa para meninos, com 24 páginas, impresso no Tipografia Riograndense.